# Cleora semidiscata
Cleora semidiscata är en fjärilsart som beskrevs av W. Warren 1906. Cleora semidiscata ingår i släktet Cleora och familjen mätare. Inga underarter finns listade i Catalogue of Life.